# Puget Island (Washington)
Puget Island es un área no incorporada ubicada en el condado de Wahkiakum en el estado estadounidense de Washington.

## Geografía
Puget Island se encuentra ubicado en las coordenadas 46°10′36″N 123°23′1″O / 46.17667, -123.38361.